# Gnistbearbetning

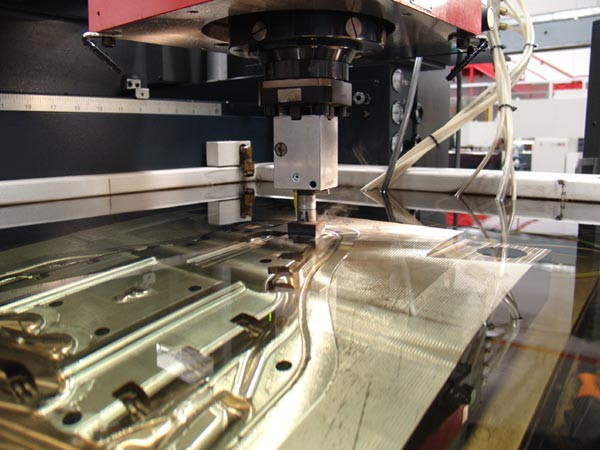
Elektrisk urladdningsmaskin

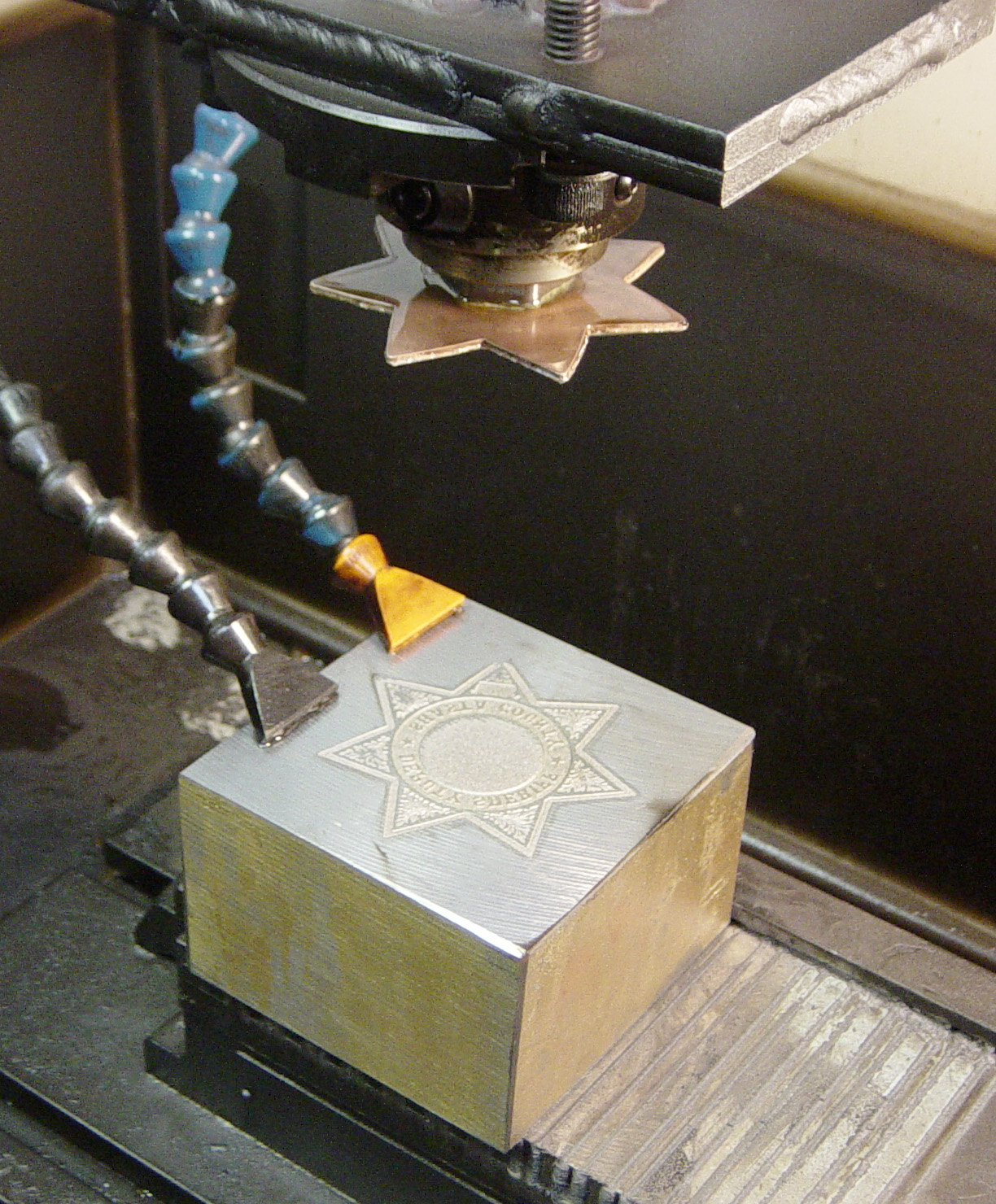
Ledare ovanför, emblemmatris undertill, oljestrålar till vänster (oljan har tömts). Början av plattstämpling blir först på vad som på engelska kallas "dapped" för att skapa en böjd yta.

Gnistbearbetning, engelska electrical discharge machining, EDM, är en typ av skärande bearbetning som använder elektriska urladdningar.
Kravet på verktyget är att det ska vara elektriskt ledande.
Vid bearbetningen skapar man en potentialskillnad i ett dielektriskt material. När detta dielektrikum sedan inte orkar hålla emot längre så skickas en gnista iväg och träffar arbetsstycket och avverkar på så vis en liten del av det. Ytan som skapas blir en inverterad bild av verktyget.